# Máfil
Máfil ist eine Kommune im Süden Chiles. Sie liegt in der Provinz Valdivia in der Región de Los Ríos. Sie hat 7095 Einwohner und liegt ca. 30 Kilometer nordöstlich von Valdivia, der Hauptstadt der Region.

## Geschichte
Der Name Máfil stammt aus dem Mapudungun und bedeutet so viel wie „umarmt von zwei Flüssen“. Vor der Ankunft der spanischen Eroberer war das Gebiet auch mehrheitlich von Mapuchen besiedelt. 1551 erreichte Pedro de Valdivia die Región de los Ríos und nahm das Dorf Maco ein, welches von den Huilliche besiedelt wurde und wohl ein Vorgängerdorf der heutigen Gemeinde Maifl war. Kurze Zeit später wurde auf dem Gebiet Gold entdeckt und die Madre-de-Dios-Mine gegründet, in der in der folgenden Zeit Gold gesucht und abgebaut wurde. Daneben wurde in der Umgebung auch Kohle abgebaut. Aufgrund dieser Vorkommen von Bodenschätzen kamen im 16. Jahrhundert viele spanische Siedler, die sich in Máfil niederließen. Zur damaligen Zeit hieß der Ort noch Pidey. 1903 erreichte die Eisenbahn die Region, der Bahnhof von Máfil wurde jedoch erst 1930 eingeweiht. Am 17. Juli 1964 wurde Máfil schließlich zu einer eigenständigen Gemeinde.

## Demografie und Geografie
Laut der Volkszählung aus dem Jahr 2017 leben in Máfil 7095 Einwohner, davon sind 3492 männlich und 3603 weiblich. 59,8 % leben in urbanem Gebiet, der Rest in ländlichem Gebiet. Neben der Ortschaft Máfil gehören mehrere weitere kleine Siedlungen zur Kommune. Die Kommune hat eine Fläche von 582,7 km² und grenzt im Norden an Mariquina, im Osten an Lanco und Panguipulli, im Südosten an Los Lagos, und im Südwesten an Valdivia.
Die zwei Flüsse, nach denen die Gemeinde benannt wurde, sind der Río Pichoy und der gleichnamige Río Máfil. Im Süden wird Máfil zudem durch den Río Calle-Calle begrenzt. Sowohl der Río Pichoy als auch der Río Calle-Calle münden in den Río Cruces und fließen in den Pazifischen Ozean ab.

## Wirtschaft und Politik
In Máfil gibt es 92 angemeldete Unternehmen. Wichtig sind dabei neben dem nach wie vor existenten Abbau von Bodenschätzen auch die Land- und Forstwirtschaft. Der aktuelle Bürgermeister von Máfil ist Claudio Sepúlveda Miranda von der Partido por la Democracia. Auf nationaler Ebene liegt Máfil im 24. Wahlkreis, der die gesamte Region umfasst.

## Fotogalerie

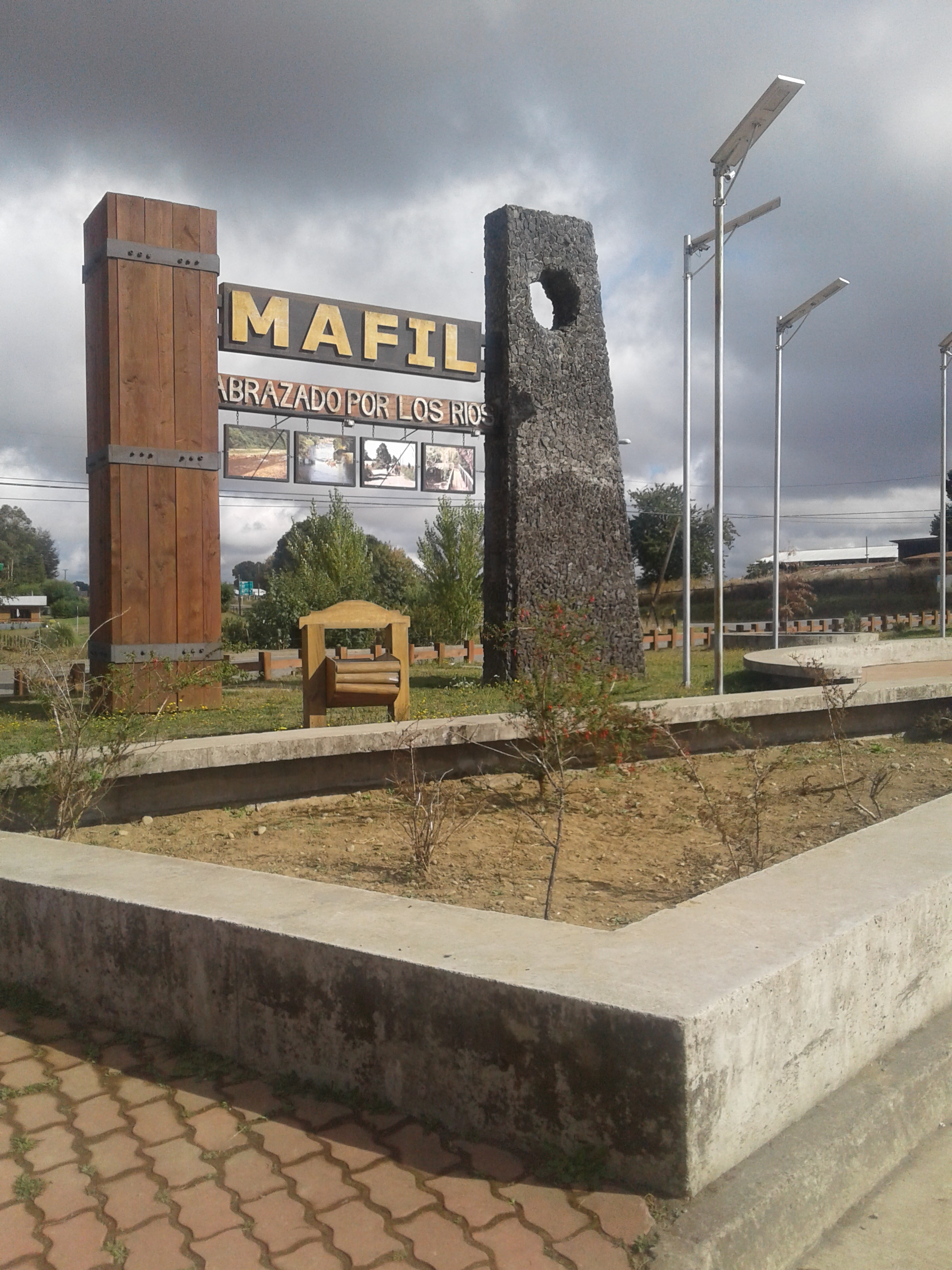
Monument in Máfil
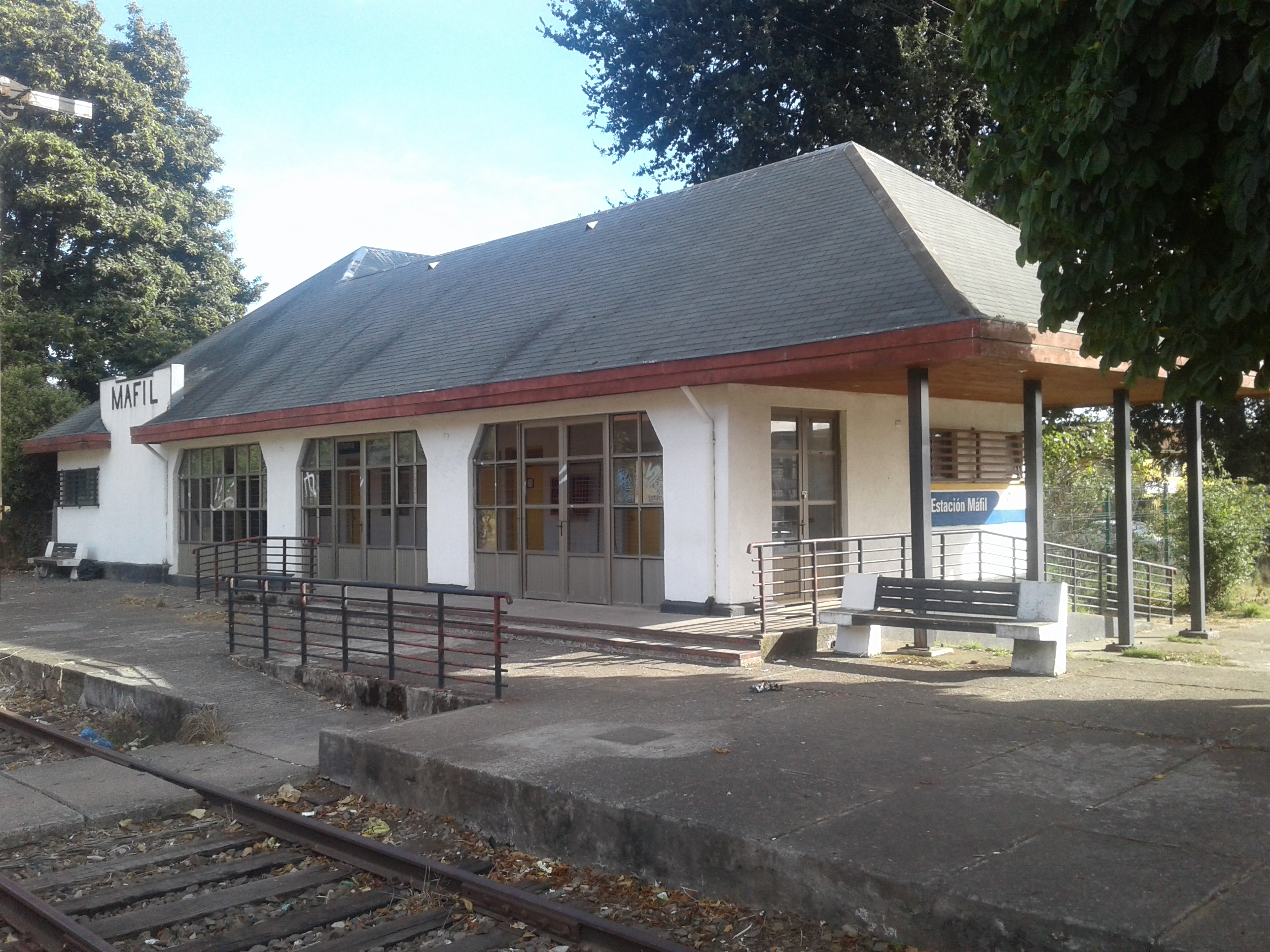
Der Bahnhof von Máfil
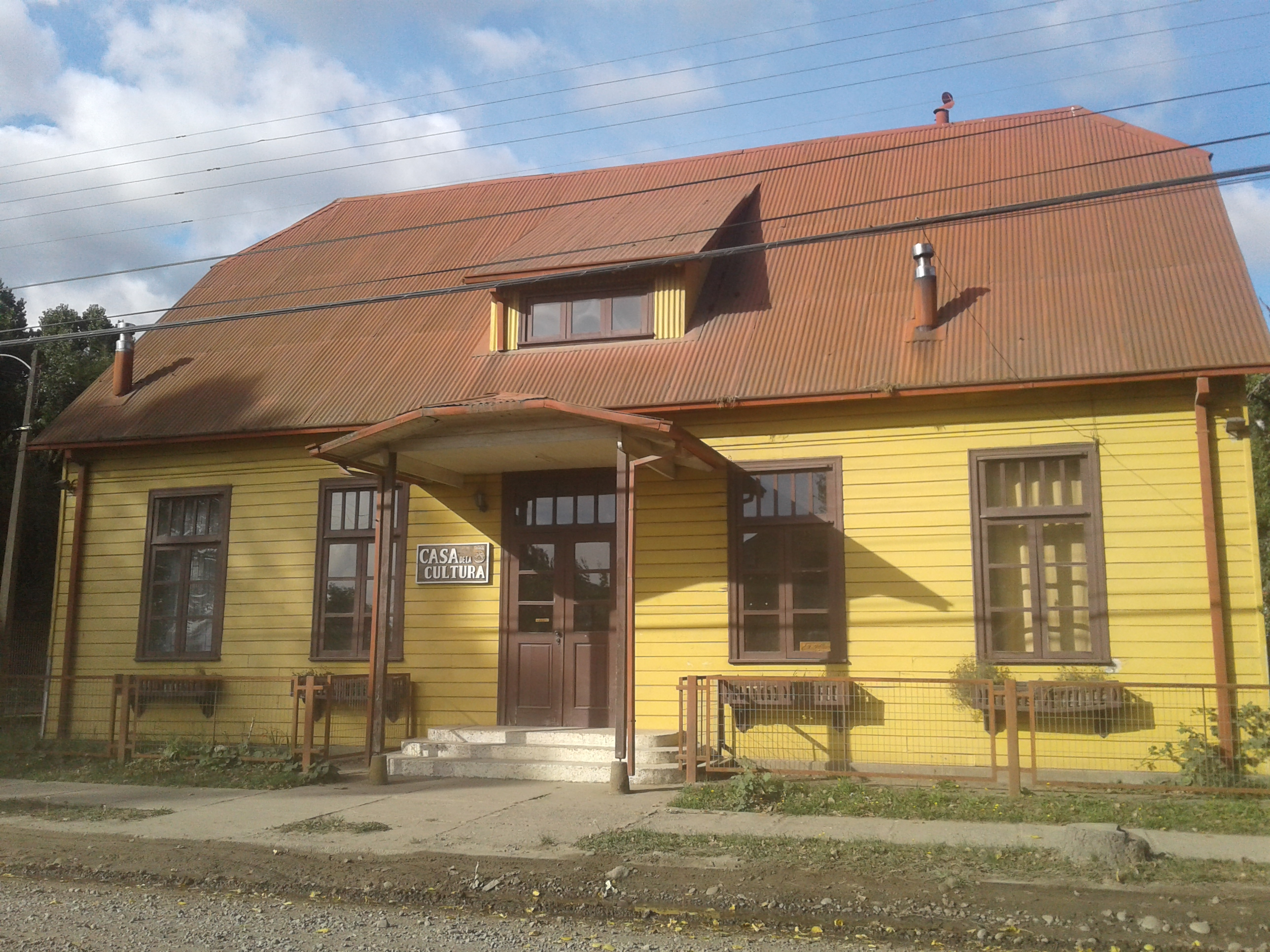
Die Casa de la Cultura von Máfil
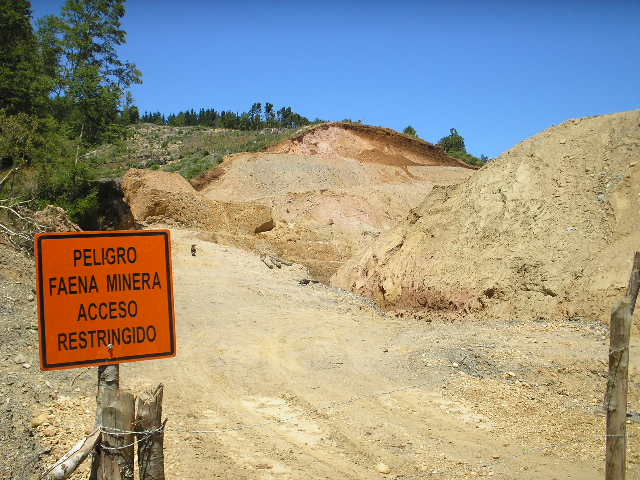
Die Madre-de-Dios-Mine
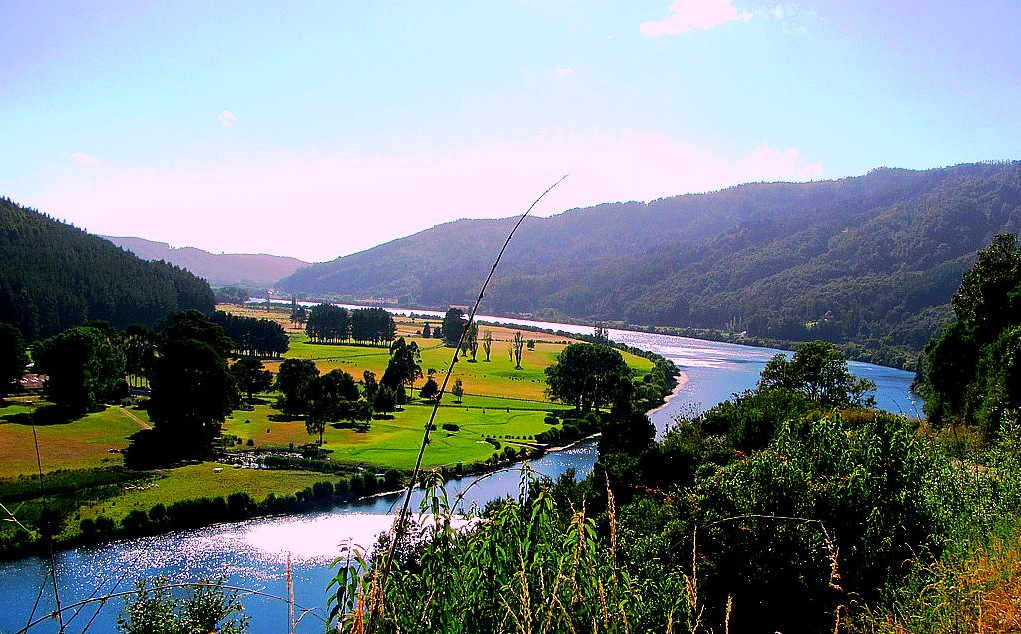
Der Río Calle-Calle